# Evermore Darkly
Albums de Cradle of Filth
Darkly Darkly Venus Aversa
(2010) Midnight in the Labyrinth
(2012)
Evermore Darkly est un EP du groupe de metal extrême Cradle of Filth sorti le 18 octobre 2011. Il contient un CD et un DVD.

## Contenu
Le CD contient un nouveau titre Thank Your Lucky Scars, un remix de Forgive me Father réalisé par Rob Caggiano de Anthrax, une version longue de Lilith Immaculate, ainsi que les démos de trois titres de Darkly, Darkly…. Le mini-album se termine avec un extrait de l'album orchestrale Midnight in the Labyrinth intitulé Summer Dying Fast.
Le DVD contient un documentaire (You Can’t Polish a Turd, But You Can Roll it in Glitter) de 45 minutes sur la vie du groupe en tournée (entrevue avec Dani Filth, entrecoupés de vidéo du groupe en concert et en coulisse), l'intégralité de la prestation de Cradle of Filth au festival de Graspop 2011 et la vidéo promo Lilith immaculate

## Liste des titres

### Evermore Darkly(CD)
1. Transmission from Hell – 2:05
2. Thank Your Lucky Scars – 4:53
3. Forgive Me Father (I Have Sinned) (Elder Version) – 4:22
4. Lilith Immaculate (Extended Length) – 8:03
5. The Persecution Song (Elder Version) – 5:36
6. Forgive Me Father (I'm in a Trance) – 6:29
7. The Spawn of Love and War (Elder Version) – 6:21
8. Summer Dying Fast ("Midnight in the Labyrinth" breadcrumb trail) – 5:22

### Venus Diversa(DVD)
- You Can’t Polish a Turd, But You Can Roll it in Glitter (Documentaire)

Concert à Graspop 2011
1. Humana Inspired to Nightmare (Live)
2. Heaven Torn Asunder (Live)
3. Honey and Sulphur (Live)
4. Lilith Immaculate (Live)
5. Her Ghost in the Fog (Live)
6. Nymphetamine (Fix) (Live)
7. The Principle of Evil Made Flesh (Live)
8. Ebony Dressed for Sunset (Live)
9. The Forest Whispers My Name (Live)
10. Cruelty Brought Thee Orchids (Live)
11. From the Cradle to Enslave (Live)
12. Lilith Immaculate (Music Video) – 6:14
13. You Can't Polish a Turd... But You Can Roll It in Glitter (Rockumentary) – 42:00